# Flexibilní hypotéka
Flexibilní hypotéka je specifický hypoteční úvěr, jenž se vyznačuje flexibilitou ve výši měsíčních splátek.  Poprvé se objevila v Austrálii na počátku 90. let (odsud pochází termín Australská hypotéka, používaný pro flexibilní hypotéku především v USA). Popularitu si flexibilní hypotéka získala především ve Spojených státech a Velké Británii v souvislosti s Americkou hypoteční krizí 2007. Klient má v případě zájmu možnost flexibilní hypotéku kdykoli předčasně splatit, změnit výši měsíčních splátek či požádat o jejich odklad. U standardních hypoték bývá naopak předčasné splacení či prodlení v platbách měsíčních splátek tvrdě sankcionováno.
Specifickým typem flexibilní hypotéky je offset hypotéka, oblíbená především ve Velké Británii. Klíčovým rysem offset hypotéky je možnost snižovat úrokové náklady hypotéky a výši měsíčních splátek dle výše úspor uložených na offsetovém spořícím účtu.
Takzvanou Australskou hypotéku v České republice nabízí od 1. října do 30. listopadu 2012 Hypoteční banka. Noví klienti mají možnost získat slevu z úrokové sazby až 0,4 %. U hypotéky do 70 % zástavní hodnoty nemovitosti neplatí poplatek za zpracování úvěru a u hypotéky od 71 % do 85 % zástavní hodnoty nemovitosti je poplatek za zpracování úvěru 2 900 Kč.

## Vlastnosti flexibilní hypotéky
Klient má u flexibilní hypotéky v případě potřeby možnost:
- celou částku kdykoli předčasně splatit nebo platit více, než je vyměřená měsíční splátka

- půjčit si zpět veškeré dřívější přeplatky měsíčních splátek

- platit méně, než je vyměřená měsíční splátka

- vzít si platební dovolenou (neplatit měsíční splátky, obvykle po dobu 3 až 12 měsíců)

Díky těmto vlastnostem se flexibilní hypotéka přizpůsobí individuálním okolnostem klienta. To je výhodné především pro osoby samostatně výdělečně činné nebo pro ty s proměnlivými příjmy. Příkladem mohou být klienti, jejichž významnou, avšak nepravidelnou součást mzdy tvoří provize, kterou mohou využít buďto k dřívějšímu splacení hypotéky nebo je jim naopak umožněno splátky zaplatit později.

## Offset hypotéka
Specifickým typem flexibilní hypotéky je offset hypotéka, oblíbená především ve Velké Británii. Klíčovým rysem offset hypotéky je možnost snižovat výši úroků, jejichž výše se počítá z rozdílu nesplacené jistiny hypotečního úvěru a průměrného denního zůstatku offsetového spořicího účtu. Například pokud klient splácí hypotéku ve výši 2 000 000 korun a na spořicím účtu má uloženo 500 000 korun, úrok se počítá z částky 1 500 000 korun.  Někteří klienti pro veškeré transakce využívají jediný účet, označovaný jako běžný hypoteční účet.
Věřitelé většinou stanoví při zakládání hypotéky limit, do jehož výše umožní klientům půjčovat si zpět peníze, které již zaplatili na splátkách. Tento limit může být pravidelně přezkoumáván. Ke konci hypotečního období má věřitel možnost toto omezit s cílem zajistit splacení jistiny. Nicméně mnoho věřitelů umožňuje plné čerpání až do data ukončení hypotéky, kdy musí být půjčka splacena. To může způsobit značné problémy neukázněným dlužníkům či lidem v předdůchodovém věku, není-li následně věřitel ochoten prodloužit termín splátek.